# Rudolf I

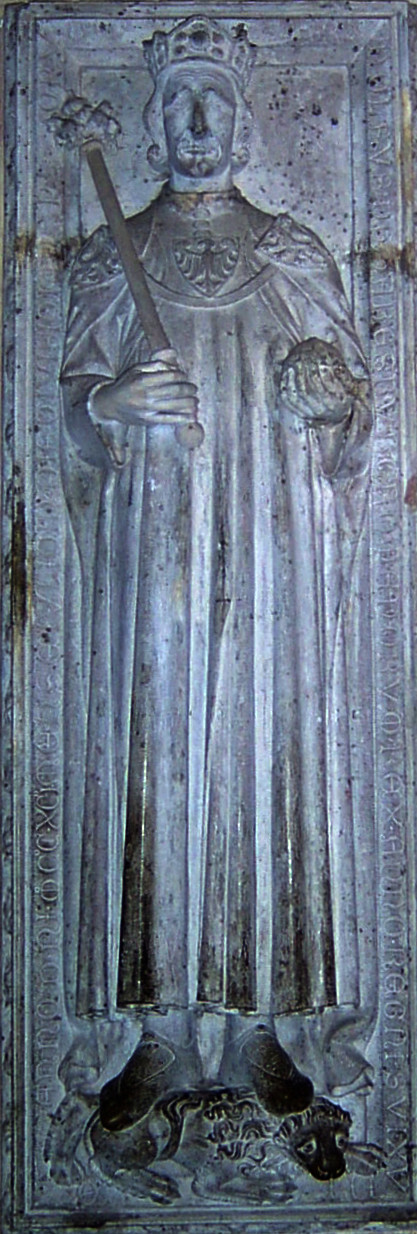
Rudolfs gravsten i Speyers domkyrka

Rudolf I (Rudolf av Habsburg), född 1 maj 1218 i Limburg an der Lahn, död 15 juli 1291 i Speier, var tysk-romersk kung 1273–1291. Han var den förste kungen av huset Habsburg.

## Biografi

### Tidiga år
Rudolf var son till Albrekt den vise, greve av Habsburg, och Hedwig, dotter till greve Ulrich av Kyburg. Han var gudson till kejsar Fredrik II.
Vid faderns död 1239 ärvde Rudolf familjens domäner i Schweiz Elsass. Han var en av hohenstaufernas trognaste anhängare. Han exkommunicerades av påve Innocentius IV 1254.[källa behövs] Under "interregnum" 1254–1273 skaffade han sig mer land och rykte genom lyckosamma strider. Hans besittningar ökade också genom arv. Hans skickligt förvaltade länder gav honom inkomster som kunde mäta sig med de store riksfurstarnas. Han var därför ingen "fattig greve", utan en av Sydtysklands mäktigaste furstar, då kurfurstarna 1 oktober 1273 valde honom till tysk kung. Han valdes i konkurrens med Ottokar II av Böhmen.

### Val till kejsare
Det tyska riket hade sedan 1257 styrts av två främmande skuggkungar. När den ene av dem, engelsmannen Rickard av Cornwall, dog den 2 april 1272 så ledde detta dock inte till erkännandet av hans överlevande motståndare kung Alfons X av Kastilien. Istället gav dödsfallet upphov till en rörelse att åstadkomma ett nyval.
Bland dem som drev på för ett val av en ny kejsare fanns påve Gregorius X, som ville upprätta ett kraftigt kejsardöme med hänsyn till bevakandet av de kristna besittningarna i Österlandet och som motvikt mot den fransk-angevinska makten. Även det inhemska borgarståndet lät höra sin mening. En församling som i februari 1273 möttes i Mainz med representanter från städerna vid mellersta Rhen och i Wetterau förklarade att man endast skulle erkänna en kung som enhälligt valdes av kurfurstarna. Under tiden såg kurfurstarna sig redan om efter ett överhuvud. Åtskilliga kandidater dök upp för att åter försvinna. Det blev dock agörande för sakens utgång att borggreven Fredrik av Nürnberg hänvisade ärkebiskop Werner von Eppstein till greve Rudolf av Habsburg, som nu var en av de rikaste och mest ansedda bland de schwabiska grevarna. Rudolf hade rykte om sig att vara en duktig och försiktig herre; å andra sidan var hans makt inte ägnad att ingiva farhågor. Rudolf visade sig villig att lova furstarna det som de satte som pris för sina röster – i huvudsak bekräftande av kurfurstekollegiets rättigheter och anspråk samt av de enskilda förvärv som gjorts under interregnum. Eftersom han därtill var beredd att via sina döttrar knyta familjeförbindelser med de kurfurstliga husen kunde man enas.
Ärkebiskop Werner fastställde valdagen att äga rum den 29 september 1273 i Frankfurt. Dit kom personligen sex kurfurstar, de tre rhenska ärkebiskoparna samt de av Pfalz, Sachsen och Brandenburg. Den sjunde, Rudolfs konkurrent kung Ottokar II av Böhmen, skickade ett ombud, men bara för att inlägga protest mot valet av Rudolf. Dock uteslöt de sex övriga Böhmen från deltagande i valet och överlämnade istället den sjunde kurfursterösten till Bayern. På så sätt kom det enhälliga valet av Rudolf av Habsburg till stånd den 1 oktober 1273. Den valde befann sig närheten, och redan den 2 oktober höll han sitt intåg i valstaden. Därpå gick färden utför Rhen till Aachen, där Rudolf den 24 oktober 1273 mottog den kungliga kronan ur ärkebiskop Engelbrekt av Kölns hand.

### Tiden som kejsare
Rudolfs ställning var dock inte så stark att han kunde tänka på att föra en politik i hohenstaufernas anda. Med sin pragmatiska blick insåg han det hopplösa i att försöka rubba den maktställning, som riksfurstarna uppnått genom den föregående utvecklingen. Rudolfs tid inledde därför en ny period i Tysklands historia. Han övergav även sina företrädares italienska politik. Genom att lämna påven fria händer i Italien uppnådde han inom kort dennes erkännande. Under hela sin regeringstid stod han i ett gott förhållande till kurian, och det fanns inga andra hinder för honom att bli krönt till kejsare än hans penningbrist, som omöjliggjorde färden till Rom.
Hans rival om kronan 1273, Ottokar II, erkände inte kungavalet. Rudolf genomdrev då en rättsaktion från rikets sida gentemot Ottokar. Genom sina framgångsrika fälttåg mot Ottokar 1276 och 1278 återvann Rudolf de rikslän som Ottokar med tillägnat sig. Han förlänade dem sedan åt sina 
söner, vilket blev Habsburgs österrikiska arvländer och grunden till den habsburgska familjemakten.
Också i övrigt eftersträvade han att "revindicera" län och gods, som under den föregående tidens förvirring avsöndrats från kronan. Även dessa använde han i stor utsträckning för att öka sin familjs besittningar. Han bekämpade rovriddarnas självsvåld med hårda medel och rev ner deras borgar. Genom landsfreder som han bekräftade eller utfärdade, försökte han förhindra de ständiga inbördes striderna i Tyskland. Till en början försökte han få till ett fördrag om allmän landsfred "å rikets och konungens vägnar" med hjälp av de ordinarie domstolarna och utan förmedling av territorialmakterna. Men då detta i längden inte lyckades, och de offentliga domstolarna inte förmådde göra sig tillräckligt gällande, så upprättade kungen under det sista årtiondet av sin regering partiella landsfreder. Dessa avslöts under furstarnas och städernas medverkan i de enskilda landskapen på ett bestämt antal år. Så uppstod landsfreder för Bayern och Franken, senare för Schwaben, Elsass, Rhentrakterna, slutligen även för Thüringen och Sachsen. För upprätthållandet av landsfreden ansvarade den av stormännen utvalde landsfredsdomaren samt kommissioner bestående av fem män vardera som edsvurna domare i alla dithörande angelägenheter. För att täcka omkostnaderna utskrevs särskilda skatter.
Ofta stod Rudolfs politik i överensstämmelse med städernas intressen, men hans försök att belasta städerna med en förmögenhetsskatt förorsakade oroligheter, där äventyrare som utgav sig vara den döde Fredrik II vann en viss framgång.
Samtiden hyllade Rudolfs ridderliga, men på samma gång enkla och folkliga karaktär. Hans härskargärning ger intryck av en god balans av försiktighet och risktagande. Han försökte att få sin son Albrekt erkänd som sin efterträdare som kung av Tyskland, vilket misslyckades. Rudolf II ligger begravd i Speier.

## Familj
Rudolf II var i sitt första gifte 1245 gift med Gertrud (död 1281), dotter till Burkhard III, greve av Hohenberg.
Barn:
1. Albrekt I (1250–1308)
2. Mathilda (1251–1304)
3. Heilwig (död 1303)
4. Clementia (död 1293)
5. Agnes (död 1322)
6. Gutta (1271–1297)
7. Rudolf II av Schwaben (1271–1290)
8. Hartmann (död 1281)
9. två söner, döda som barn

I sitt andra gifte 1285 var han gift med Elisabeth av Burgund (död 1323).